# Tasiusaq (Ilulissat)
Tasiusaq [taˈsiusɑq] (nach alter Rechtschreibung Tasiussaĸ; dänisch Island) ist eine wüst gefallene grönländische Siedlung im Distrikt Ilulissat in der Avannaata Kommunia.

## Lage
Tasiusaq liegt am Fjord Saqqarleq, einem Teil des Fjordkomplex Tasiusaq, der dem Ilulissat-Eisfjord zufließt. Die nächstgelegenen Orte sind Ilimanaq 37 km nordwestlich und Qasigiannguit 38 km südwestlich.

## Geschichte
Bereits 1738 bereiste Poul Egede den Fjordkomplex und hielt sich einige Tage in Qajaa auf, wo damals Menschen lebten. Er nannte die Gegend Island. Auch für 1746 sind Handelsfahrten in den Fjord belegt. Wegen des Eisfjords war die Besegelung des Fjords jedoch äußerst schwierig und um 1775 war die Gegend unbewohnt, auch wenn sie als äußerst ertragreich galt und als Speisekammer für Ilimanaq bezeichnet wurde. 1795 ließ sich der dänische Matrose Jens Hvass sich im Inneren des Fjords nieder und gründete 1797 den Udsted Island, der zum Kolonialdistrikt Christianshaab gehörte. Während des Kanonenbootkriegs war dies der einzige funktionierende Udsted des Distrikts. 1808 hatte der Ort 15 Einwohner, die wohl hauptsächlich aus Jens Hvass' großer Familie bestanden. Nach dem Tod von Jens Hvass im Jahr 1815 bestand der Udsted fort, auch wenn es wirtschaftlich bergab ging. 1841 lebte nur noch ein verarmter dänischer Pensionist mit seiner Familie in Tasiusaq und beschloss schließlich nach Ilimanaq umzuziehen. Alle sechs Personen ertranken jedoch beim Versuch einen See zu überqueren.